# Пирси, Мэри
Мэри Пирси (1866 год — 23 декабря 1890 года) — англичанка, осуждённая за убийство жены своего любовника — миссис Фебы Хогг и их дочери, совершённое 24 октября 1890 года, и казнённая за это преступление 23 декабря того же года.
Данное преступление иногда упоминается в связи с Джеком Потрошителем, и Пирси иногда рассматривается в качестве «кандидата» в Потрошители.

## Ранние годы
Мэри Пирси, урождённая Мэри Элеонора Уилер, по-видимому, родилась в 1866 году.
Ранее ошибочно указывалось, что отцом Мэри был Томас Уилер, который был осуждён и повешен за убийство Эдварда Энсти. Однако исследователь Сара Бет Хоптон не смогла найти доказательств связи между этими двумя людьми (Мэри и Томасом), а также обнаружила в газете опровержение на статью, в которой эта дезинформация была впервые напечатана.
Мэри Уилер взяла фамилию «Пирси» от Джона Чарльза Пирси, плотника, с которым она жила, но который потом оставил Мэри по причине её неверности.
Позже она стала сожительствовать с перевозчиком мебели Фрэнком Хоггом, который имел, по крайней мере, ещё одну любовницу — Фиби Стайлс. Стайлс забеременела, и Хогг женился на ней по настоянию Пирси. Они жили в лондонском районе Кентиш-Таун.
Стайлс (Хогг) родила дочь, которую назвали Тигги Хогг.

## Убийство Фебы Хогг
24 октября 1890 года миссис Хогг пришла вместе со своим ребёнком в гости к Пирси.
Около четырёх часов того же дня соседи Пирси услышали крики и шум борьбы.
Тем же вечером был найден женский труп в куче мусора в Хампстеде. Череп погибшей был расколот, а её голова была почти отделена от тела. Примерно в миле от места обнаружения женского трупа была найдена чёрная детская коляска; подушки в ней промокли от крови. Труп полуторагодовалого ребёнка, по всей видимости задушенного, нашли в районе Финчли.
Погибших опознали как Фебу Хогг и её дочь.
Очевидцы видели, как Мэри Пирси толкала коляску ребёнка Фебы по улицам Северного Лондона после наступления темноты. Полицейские обыскали дом Пирси и обнаружили брызги крови на стенах, потолке, юбке, фартуке и других предметах, пятна крови на кочерге и разделочном ноже. При допросе в полиции Пирси сказала, что «была проблема с мышами, и я пыталась убить их». Сэр Мелвилл Макнагтен писал, что г-жа Пирси позже отвечала, скандируя: «Убивать мышей, убивать мышей, убивать мышей!».
Мэри Пирси обвинили в убийстве и осудили. На протяжении всего судебного разбирательства она продолжала утверждать, что невиновна, но тем не менее была повешена 23 декабря 1890 года.
Убийство привлекло повышенное внимание прессы, а Музей восковых фигур мадам Тюссо изготовил восковую фигуру Пирси в качестве экспоната для Комнаты ужасов, а также приобрёл детскую коляску, использованную при убийстве, и обстановку кухни Пирси. Когда музей открыл выставку данных экспонатов, она привлекла толпу из 30 000 человек. Верёвка, на которой была повешена Пирси, выставлялась на обозрение в Чёрном музее Скотланд-Ярда.

## Возможная связь с Джеком Потрошителем
Мэри Пирси, как и многие другие известные убийцы викторианской эпохи, была предложена в качестве подозреваемого на роль Джека Потрошителя. Сэр Артур Конан Дойл, создатель Шерлока Холмса, полагал в то время, что Джек Потрошитель вполне мог быть женщиной, поскольку женщина могла бы притвориться акушеркой и появиться на публике в окровавленной одежде, не вызывая подозрений и не привлекая внимания. Эта теория была затем расширена в 1939 году Уильямом Стюартом в его книге «Джек Потрошитель: Новая Теория», который специально упомянул имя Пирси в связи с преступлениями Потрошителя. Однако все приведённые доказательства являются косвенными, и нет никаких вещественных доказательств или показаний свидетелей, связывающих Пирси с преступлениями Потрошителя.
Ф. Теннисон Джесси, британский историк криминалистики, пояснила эту теорию в связи с изучением дела Пирси так: «Неудивительно, что, одновременно с обнаружением преступления, должны были возникнуть легенды вокруг её фигуры. Возникли даже слухи, что пресловутый Джек Потрошитель был на работе в данной местности, и хотя они были быстро опровергнуты, но потрясение от жестокости и ужас, связанный с преступлением, были такими, что становится понятным, почему такие слухи возникли в первую очередь. Даже в самых ранних газетных заметках, которые объявили об обнаружении преступления, было сделано несколько ложных утверждений».
В мае 2006 года анализ ДНК в отношении слюны на марках, прикреплённых к письмам, якобы отправленным Джеком Потрошителем в лондонские газеты, дал основание некоторым современным писателям увериться, что они исходили от женщины. Это привело к широкому обсуждению Пирси и её преступления в мировой прессе.